# Нефан-Узень (річка)
Нетан-Узень (укр. Нетан-Узень, кримсько-тат. Nefan Özen, Нетан Озен) — балка на південно — східному березі Криму, ліва притока балки Андус. Довжина водотоку 5,2 км, площа водозбору 6,57 км. Утворюється на схилі гори Ликон (південному схилі Карабі-яйли) Головної гряди Кримських гір, пролягає в напрямку на південний схід, впадає в Андус в 5 кілометрах від гирла. Водний режим балки характеризується періодичним стоком, викликаним дощами і сніготаненням, іноді спостерігаються короткочасні зливові паводки, можливі селеві паводки.
На «Туристичної карті Криму» 2007 року балка підписана, як Алачук, також Нетан-Узень, або Андуз-Су. Джерелом балки вважається джерело «Нетан-Узень I» при цьому популярний (включений у безліч туристичних маршрутів) джерело Нетан-Узень, або Придорожній, знаходиться досить далеко від балки.